# Coe (Familienname)
Coe ist ein englischer Familienname.

## Herkunft
Der Name Coe stammt historisch aus dem Gebiet der britischen Grafschaft Norfolk. Eine Beatrix le Coe lässt sich dort bereits zur Zeit der Herrschaft Eduards I. von 1272 bis 1307 nachweisen. Zu Beginn des 16. Jahrhunderts hatte eine Familie Coe Besitzungen in Ashill und Saham in Norfolk. Später verbreitete sich der Name auch in Cambridgeshire, Suffolk und Essex.

## Namensträger
- Amanda Coe (* 1965), britische Schriftstellerin und Drehbuchautorin.
- Andrew Coe (* 1996), kanadischer Rugby-Union-Spieler
- Ann Burdette Coe (19./20. Jh.), US-amerikanische Tennisspielerin
- Barry Coe (1934–2019), US-amerikanischer Schauspieler
- Boyer Coe (* 1946), US-amerikanischer Bodybuilder
- Dan Coe (1941–1981), rumänischer Fußballspieler
- David Allan Coe (* 1939), US-amerikanischer Countrysänger
- Ernest F. Coe (1866–1951), nordamerikanischer Landschaftsarchitekt und Naturschützer
- Fred Coe (1914–1979), US-amerikanischer Film- und Fernsehproduzent
- George Coe (1929–2015), US-amerikanischer Film-, Bühnen- und Fernsehschauspieler
- George Coe (Politiker) (1811–1869), US-amerikanischer Politiker
- Isabel Coe (1951–2012), politische Aktivistin der Aborigines
- Jack Coe (1918–1956), US-amerikanischer Pfingstpastor, Heilungsevangelist
- Jamie Coe (1935–2007), US-amerikanischer Rock’-n’-Roll-Musiker
- Jimmy Coe (1921–2004), US-amerikanischer Jazz- und Blues-Saxophonist und Bandleader
- Jonathan Coe (* 1961), britischer Schriftsteller
- Michael D. Coe (1929–2019), US-amerikanischer Anthropologe und Archäologe
- Nathan Coe (* 1984), australischer Fußballtorhüter
- Paul Coe (1949–2025), politischer Aktivist der Aborigines
- Peter Coe (Schauspieler) (1918–1993), amerikanischer Schauspieler
- Peter Coe (Trainer) (1919–2008), britischer Leichtathletiktrainer
- Peter Coe (Regisseur) (1929–1987), britischer Regisseur
- Peter Coe (Saxophonist) (1930–2009), britischer Saxophonist
- Richard Nelson Coe (1923–1987), britischer Romanist und Literaturwissenschaftler
- Ron Coe (1933–1988), britischer Radrennfahrer
- Sebastian Coe (* 1956), britischer Leichtathlet und Politiker
- Thomas Coe (1873–1942), britischer Wasserballspieler
- Tony Coe (1934–2023), britischer Jazzmusiker und Komponist
- Wesley Coe (1879–1926), US-amerikanischer Kugelstoßer
- William Coe (1857–1909), US-amerikanisch-samoanischer Gouverneur von Guam